# Тёплое (Тульская область)
Тёплое — рабочий посёлок в Тульской области России. Административный центр Тёпло-Огарёвского района. Образует городское поселение рабочий посёлок Тёплое.
Население — 4846 чел. (2021).

## География
Расположен в 66 км к югу от Тулы. Железнодорожная станция на линии Сухиничи — Волово (пути в сторону Волово разобраны в 2000, в сторону Сухиничей сохраняется грузовое движение для нужд хлебоприёмного пункта и газохранилища). Автомобильными дорогами посёлок связан с городами Тулой, Плавском, Киреевском, Ефремовом и Волово.

## История
Изначально этот регион представлял собой лесостепь на северной окраине Дикого поля, степные пространства которого тянулись на юг до Чёрного и Азовского морей, а пути (шляхи) шли в Крым через Перекоп. По описаниям Книги Большому чертежу (1627), основанным на более ранних материалах XVI века, именно в этом месте Муравский шлях, идущий от правого берега Оки через Тулу в Крым, пересекал легендарное Куликово поле, на котором находились истоки рек бассейнов Оки (Иста, Зуша, Снежедь, Упа и др.) и Дона (Меча с верхними притоками и Непрядва).
Название населённого пункта происходит от некогда стоявшего на этом месте постоялого двора, где обогревались путники, следующие по Муравскому шляху. Кратко и ёмко это описано в рассказе-миниатюре Ивана Бунина «Муравский шлях». К началу XIX века Тёплое — небольшая деревня в 46 дворов. В 1924 году Тёплое стало районным центром.
Статус посёлка городского типа — с 1971 года.

## Население
| 1939  | 1959  | 1970  | 1979  | 1989  | 2002  | 2006  | 2010  | 2012  |
| ----- | ----- | ----- | ----- | ----- | ----- | ----- | ----- | ----- |
| 2219  | ↘2100 | ↗3220 | ↗4801 | ↗5740 | ↘5457 | ↘5219 | ↘5115 | ↘5033 |
| 2013  | 2014  | 2015  | 2016  | 2017  | 2018  | 2019  | 2020  | 2021  |
| ↘4961 | ↘4941 | ↗5007 | ↘4949 | ↘4921 | ↘4881 | ↘4866 | ↘4850 | ↘4846 |

Национальный состав
По итогам переписи населения 2020 года проживали следующие национальности (национальности менее 0,1 % и другое см. в сноске к строке «Другие»):
| Национальность | Численность, чел. | Доля     |
| -------------- | ----------------- | -------- |
| Русские        | 4521              | 93,29 %  |
| Армяне         | 20                | 0,41 %   |
| Узбеки         | 20                | 0,41 %   |
| Таджики        | 13                | 0,27 %   |
| Украинцы       | 10                | 0,21 %   |
| Татары         | 9                 | 0,19 %   |
| Осетины        | 5                 | 0,10 %   |
| Другие         | 248               | 5,12 %   |
| Итого          | 4846              | 100,00 % |

## Экономика
Тёплое — центр сельскохозяйственного района, предприятия посёлка связаны с переработкой сельхозпродукции (молочный завод, комбикормовый завод, мясоперерабатывающий комбинат «Город Мастеров»). Также работают птицекомбинат.

## Культура
В посёлке работают две средних школы, музыкальная школа, библиотека, три детских сада; больница. Издаётся газета «Наша жизнь».
Имеется художественно-краеведческий музей.

## Известные уроженцы и жители
- Вознесенский, Николай Алексеевич — член Политического бюро ЦК ВКП(б), лауреат Сталинской премии.